# Vinzenz Patzak
Vinzenz Patzak, též Vincenz Patzak (10. srpna 1888 Litíč – 26. srpna 1940 Moravská Třebová), byl československý politik německé národnosti a senátor Národního shromáždění ČSR za Sudetoněmeckou stranu (SdP).

## Biografie
Absolvoval obecní a měšťanskou školu a vyučil se kovářem. Působil jako místní předák Německého kulturního svazu a svazu dobrovolných hasičů. Od roku 1934 byl členem Sudetoněmecké strany. Byl jejím místním předsedou a starostou rodné Litíče. Zasedal v okresním zastupitelstvu.
Profesí byl dle údajů k roku 1935 kovářským mistrem v Litíči.
V parlamentních volbách v roce 1935 získal za Sudetoněmeckou stranu senátorské křeslo v Národním shromáždění. V senátu setrval do října 1938, kdy jeho mandát zanikl v důsledku změn hranic Československa.